# 코시 적분 정리
복소해석학에서 코시 적분 정리(-積分定理, 영어: Cauchy's integral theorem)는 단일 연결 열린집합 위의 정칙 함수의 경로 적분이 경로와 무관하다는 정리이다.

## 정의
유계 연결 열린집합 {\displaystyle D\subseteq \mathbb {C} }의 경계 {\displaystyle \partial D}가 유한 개의 조각마다 {\displaystyle {\mathcal {C}}^{1}} 곡선으로 이루어졌고, 양의 방향을 가지며, 연속 함수 {\displaystyle f\colon \operatorname {cl} D\to \mathbb {C} }가 {\displaystyle D}에서 정칙 함수라고 하자. 코시 적분 정리에 따르면, 다음이 성립한다.:84
{\displaystyle \int _{\partial D}f(z)\mathrm {d} z=0}
이에 따라, 단일 연결 열린집합 {\displaystyle D\subseteq \mathbb {C} } 위의 정칙 함수 {\displaystyle f\colon D\to \mathbb {C} }의, 임의의 두 점 {\displaystyle z',z''\in D} 사이의 경로 적분
{\displaystyle \int _{z'}^{z''}f(z)\mathrm {d} z}
는 경로
{\displaystyle \gamma \colon [a,b]\to D\qquad (\gamma (a)=z',\;\gamma (b)=z'')}
의 선택에 의존하지 않는다.

## 증명

### C1을 가정하는 증명
도함수 {\displaystyle f'}가 {\displaystyle \operatorname {cl} D}의 어떤 근방 {\displaystyle N\supseteq \operatorname {cl} D}에서 연속 함수임을 가정할 경우,:84-85
{\displaystyle f=u+iv}
인 {\displaystyle u,v\colon N\to \mathbb {R} }를 취하자. 그렇다면, 그린 정리와 코시-리만 방정식에 의하여,
{\displaystyle {\begin{aligned}\int _{\partial D}f(z)\mathrm {d} z&=\int _{\partial D}(u+iv)(\mathrm {d} x+i\mathrm {d} y)\\&=\int _{\partial D}(u\mathrm {d} x-v\mathrm {d} y)+i\int _{\partial D}(u\mathrm {d} y+v\mathrm {d} x)\\&=\iint _{D}\left(-{\frac {\partial v}{\partial x}}-{\frac {\partial u}{\partial y}}\right)\mathrm {d} x\mathrm {d} y+i\iint _{D}\left({\frac {\partial u}{\partial x}}-{\frac {\partial v}{\partial y}}\right)\mathrm {d} x\mathrm {d} y\\&=0\end{aligned}}}
이다.

### C1을 가정하지 않는 증명

삼각형 열린집합에 대한 코시 적분 정리의 증명 도해

위와 같은 가정을 사용하지 않을 경우, 우선 {\displaystyle D}가 삼각형 열린집합인 경우를 보이자.:85-87
귀류법을 사용하여,
{\displaystyle \int _{\partial D}f(z)\mathrm {d} z\neq 0}
이라고 가정하자. {\displaystyle D_{0}=D}라고 하고, 삼각형 열린집합 {\displaystyle D}의 세 변의 중점을 이어 얻는 4개의 작은 삼각형 열린집합 {\displaystyle T_{1},T_{2},T_{3},T_{4}}를 생각하자. 그렇다면,
{\displaystyle \int _{\partial D}f(z)\mathrm {d} z=\sum _{k=1}^{4}\int _{\partial T_{k}}f(z)\mathrm {d} z}
이므로,
{\displaystyle \left|\int _{\partial D_{1}}f(z)\mathrm {d} z\right|\geq {\frac {1}{4}}\left|\int _{\partial D}f(z)\mathrm {d} z\right|}
인 {\displaystyle D_{1}\in \{T_{1},T_{2},T_{3},T_{4}\}}가 존재한다. 이와 같이 반복하면, 다음을 만족시키는 삼각형 열린집합의 열 {\displaystyle (D_{n})_{n=0}^{\infty }}을 얻는다.
- {\displaystyle D_{n}\subseteq D_{n-1}}
- {\displaystyle \operatorname {diam} D_{n}={\frac {1}{2^{n}}}\operatorname {diam} D}
- {\displaystyle \int _{\partial D_{n}}|\mathrm {d} z|={\frac {1}{2^{n}}}\int _{\partial D}|\mathrm {d} z|}
- {\displaystyle \left|\int _{\partial D_{n}}f(z)\mathrm {d} z\right|\geq {\frac {1}{4^{n}}}\left|\int _{\partial D}f(z)\mathrm {d} z\right|\qquad (n\in \{1,2,\dots \})}

따라서,
{\displaystyle \bigcap _{n=0}^{\infty }D_{n}=\{z_{0}\}}
인 {\displaystyle z_{0}\in \mathbb {C} }가 존재하며, 임의의 {\displaystyle n\in \{0,1,\dots \}}에 대하여,
{\displaystyle {\begin{aligned}0<{\frac {1}{4^{n}}}\left|\int _{\partial D}f(z)\mathrm {d} z\right|\leq \left|\int _{\partial D_{n}}f(z)\mathrm {d} z\right|&=\left|\int _{\partial D_{n}}(f(z)-f(z_{0})-f'(z_{0})(z-z_{0}))\mathrm {d} z\right|\\&\leq \max _{z\in \partial D_{n}}\left|{\frac {f(z)-f(z_{0})}{z-z_{0}}}-f'(z_{0})\right|\cdot \operatorname {diam} D_{n}\cdot \int _{\partial D_{n}}|\mathrm {d} z|\\&={\frac {1}{4^{n}}}\max _{z\in \partial D_{n}}\left|{\frac {f(z)-f(z_{0})}{z-z_{0}}}-f'(z_{0})\right|\cdot \operatorname {diam} D\cdot \int _{\partial D}|\mathrm {d} z|\end{aligned}}}
이다.
{\displaystyle \lim _{n\to \infty }\max _{z\in \partial D_{n}}\left|{\frac {f(z)-f(z_{0})}{z-z_{0}}}-f'(z_{0})\right|=0}
이므로, 이는 모순이다.
이제, 일반적인 경우를 보이자. {\displaystyle D}는 유한 개의 단일 연결 열린집합의 합집합으로 분할되므로, 편의상 {\displaystyle D}가 단일 연결 열린집합이라고 가정하자.
임의의 {\displaystyle \epsilon >0}에 대하여, {\displaystyle f}는 균등 연속 함수이므로, 다음을 만족시키는 다각형 열린집합 {\displaystyle {\tilde {D}}\subseteq D}가 존재한다.
- {\displaystyle \operatorname {cl} {\tilde {D}}\subseteq D}
- {\displaystyle \left|\int _{\partial D}f(z)\mathrm {d} z-\int _{\partial {\tilde {D}}}f(z)\mathrm {d} z\right|<\epsilon }

다각형 열린집합 {\displaystyle {\tilde {D}}}는 유한 개의 삼각형 열린집합의 합집합으로 분할되므로,
{\displaystyle \int _{\partial {\tilde {D}}}f(z)\mathrm {d} z=0}
이며, 따라서
{\displaystyle \left|\int _{\partial D}f(z)\mathrm {d} z\right|<\epsilon }
이다.

## 같이 보기
- 모레라 정리
- 별모양 집합